# 야나기모토 에미
야나기모토 에미(일본어: 柳本絵美, 1992년 4월 20일 ~ )는 일본의 배우, 그라비아 아이돌이다. 그룹 Cheer♡1의 멤버이다. 도쿄 출신.

## 출연작 목록

### 영화
- 오! 투명인간 Oh!透明人間 (2010) - 하기야 요시에 역